# ELF OpenGo
ELF OpenGo(エルフオープン碁)はFacebook AI Researchチーム（FAIR）が開発したオープンソースのコンピュータ囲碁ソフトウェア。

## 概要
ELF OpenGoはFacebook AI Researchチーム（FAIR）により開発されたソフトウェア。DeepMindが科学雑誌Natureで発表した「AlphaGo Zero」と「AlphaZero」についての論文により作られたオープンソースの囲碁思考エンジン(囲碁AI)。定石や手筋などのヒューリスティクス(経験則)はプログラムに書き込まれず、囲碁の基本的なルールのみがプログラムされている。また、一種類のニューラルネットワークのみを持ち、自己対戦の対局で学習が行われる（AlphaGoはポリシーネットワークとバリューネットワークの2種類で設計されている）。
強化学習には20ブロックx 224フィルターのニューラルネットワークを使用し、2000個のGPUで2週間トレーニングされた。これは、AlphaGo Zeroが使用する20ブロックx 256フィルターよりわずかに小さい（AlphaGo Zeroには40ブロックx 256フィルターのバージョンも存在する）。
Facebookが保有する高い計算資源により、高レベルの棋譜が作られ、それによりニューラルネットワークが強化されている。AlphaGoの論文と同種のアルゴリズムが使われている。

## 成績

### コンピュータ囲碁との対局

#### Leela Zero
Leela Zeroはオープンソースでニューラルネットワークも公開されている数少ないコンピュータ囲碁ソフトで、コミュニティーによりニューラルネットワークが常時強化されているため、他の囲碁ソフトとの強さの比較がよく行われる。
Facebookによるテスト対局では、ELF OpenGoがLeela Zeroに対して198勝2敗の成績であったとしている(2018年5月時点)。Leela Zeroの公式サイトでもELF OpenGoとの比較が行なわれている。

#### CGOS
有志者により、CGOSに登録され、対局が行われている。ELF OpenGoのプログラムがそのままでは動作しなかったこともあり、ELF OpenGoのニューラルネットワークをLeela Zeroの形式に変換したものが使われている（ハッシュ値が62b5417b的で登録名がLZ_62b541_ELF_1600）、2018年5月30日現在、1000対局以上が行われ、イロレーティングが約3940点となっている。

### プロ棋士との対局
Facebookは韓国棋院の協力で韓国のトップ棋士との対局を行った。コミ7目半の中国ルールで、ELF OpenGoは秒読み50秒（NVIDIA Tesla V100を使用）、人間側は時間制限なしで、ELFが14戦全勝した。人間の対局者は金志錫、申眞諝、朴永訓、崔哲瀚であった。

## 打ち筋
プロ棋士の上野愛咲美と大橋拓文はインタビューで「ELF OpenGoは囲碁AIの中でも打ち筋が奇抜で特に2019年2月に公開された『v2』は人間には理解しにくい」と語った。

## 市販ソフトでの採用
2019年11月29日に発売された『入神の囲碁』にELF OpenGoが搭載されている。入神の囲碁ではELF OpenGoを含め5種類の囲碁思考エンジン(囲碁AI)が搭載されている。